# Lachnella villosa
Espèce
Lachnella villosa est une espèce de champignons basidiomycètes de très petite taille de la famille des Lachnellaceae. Lignicole, cupuliforme et non comestible, il pousse sur les branches des frênes.

## Systématique
Le nom correct complet (avec auteur) de ce taxon est Lachnella villosa (Pers.) Gillet, 1881.
L'espèce a été initialement classée dans le genre Peziza sous le basionyme Peziza villosa Pers., 1801.
Lachnella villosa a pour synonymes :
- Chaetocypha villosa (Pers.) Kuntze, 1891
- Cyathicula villosa (Pers.) P. Karst., 1866
- Cyphella villosa (Pers.) P. Crouan & H. Crouan, 1867
- Lachnea villosa (Pers.) Gillet, 1880
- Peziza granuliformis var. villosa (Pers.) Pers., 1822
- Peziza granuliformis Pers., 1801
- Peziza incarnata Pers., 1800
- Peziza sclerotium Pers., 1800
- Peziza villosa Pers., 1801
- Sclerotium villosum Tode, 1790
- Trichopeziza villosa (Pers.) Fuckel, 1869

## Publication originale
- C.C. Gillet, Champignons de France. Les Discomycètes, vol. 3, 1880, p. 57-84